# Нам-Цо
Нам-Цо (На́мцо, Тэ́нгри-Нур — «небесное озеро»; кит. 納木湖, Nàmù Cuò; тиб. གནམ་མཚོ, Вайли gnam mtsho་) — бессточное солёное озеро на юго-западе Китая в Тибетском автономном районе на границе уездов Дамшунг (в составе городского округа Лхаса) и уезда Бэнгён (в округе Нагчу), примерно в 110 км к северо-западу от Лхасы.

## География и климат

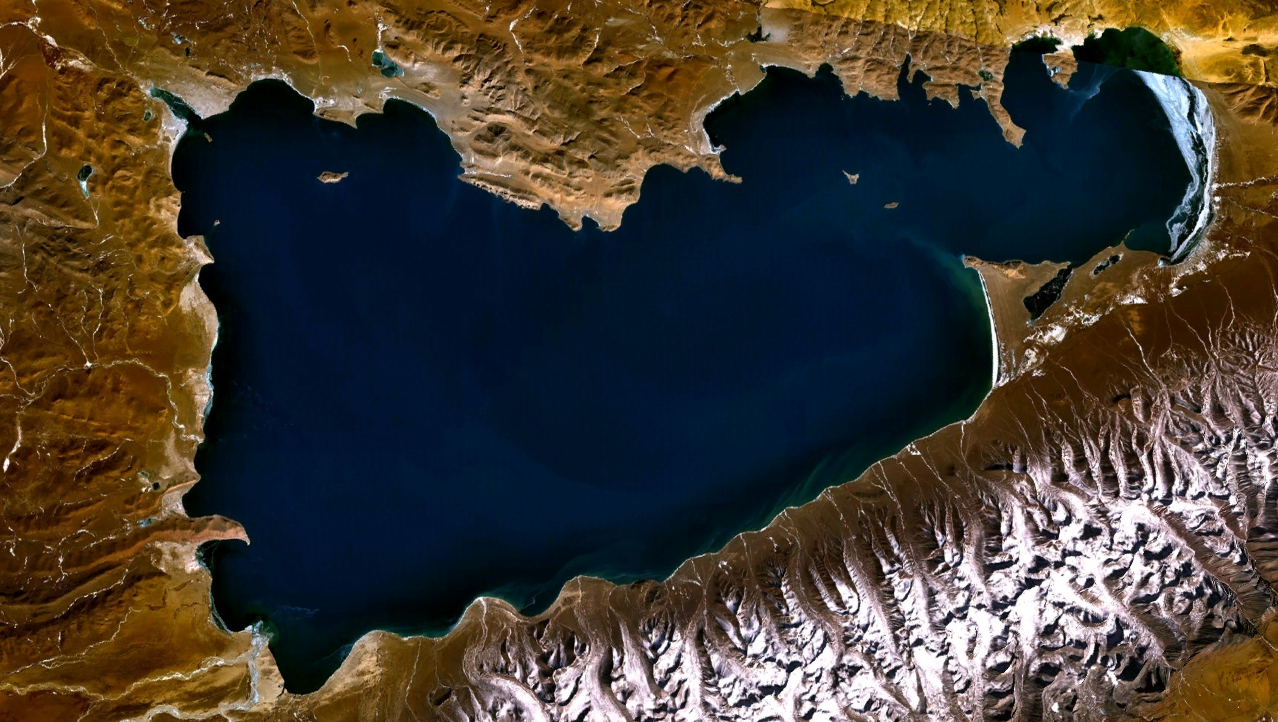
Снимок озера из NASA World Wind

Озеро лежит на высоте 4627 (4710, 4718) метров у северных склонов хребта Ньэнчентанглха в юго-восточной части Тибетского нагорья, имеет площадь зеркала 1981 км². Ледостав с ноября по май.
У озера располагаются буддийские религиозные постройки: Таши-Доче-Гомпа, Гутонг-Гомпа, Рисум-Гомпа, Шато-Гомпа.
Богато рыбой.
В октябре 2021 года в районе озера группой археологов были обнаружены древние наскальные рисунки, созданные представителями раннее неизвестного науке народа.